# (15874) 1996 TL66
(15874) 1996 TL66 — транснептуновый объект, расположенный в рассеянном диске. По оценкам космического телескопа Спитцер, диаметр этого объекта составляет около 575 км, и объект таким образом является кандидатом в карликовые планеты. Это не обособленный объект Солнечной системы, в моменте его перигелия он находится под влиянием Нептуна.

## Открытие
Объект обнаружен в 1996 году группой учёных. Это был первый обнаруженный объект рассеянного диска, хотя (48639) 1995 TL8 обнаружили годом ранее, он был позже классифицирован как объект рассеянного диска. Этот объект был одним из крупнейших ТНО на момент открытия. Он прошёл перигелий в 2001 году.

## Орбита и размеры
(15874) 1996 TL66 движется по орбите вокруг Солнца с большой полуосью на 83,9 а. е., но в настоящее время только на 35 а. е. от Солнца с видимой звёздной величиной 21. Космический телескоп Спитцер оценил наличие низкого альбедо, и на основе этого вичислен его диаметр — около 575 ± 115 км. Любой ледяной объект с диаметром более 400 км, вероятно сферический. Так как этот объект был открыт в 1996 году, он может со всей вероятностью стать первой ледяной карликовой планетой, обнаруженной после открытия Плутона.